# اندیس تیتوئید
تیتوئید یک اندیس فلزی است که در حوالی شهر بلورد استان کرمان قرار دارد و مادهٔ معدنی موجود در آن، مس است.  